# حزب جمهوری وطن
حزب جمهوری وطن (اردو: جمهوری وطن پارٹی‎) (اختصاری JWP) یک حزب سیاسی در بلوچستان پاکستان است.
پس از کشته شدن نواب اکبر خان بوگتی، براهمداغ بوگتی از این حزب جدا شد و حزب جمهوری‌خواه بلوچ را تشکیل داد.

## تاریخ انتخابات
انتخابات سراسری که در ۲۰ اکتبر ۲۰۰۲: حزب ۰٫۳ درصد از آرای عمومی و یک عضو از ۲۷۲ عضو منتخب را به دست آورد.
انتخابات سراسری که در ۲۵ ژوئیه ۲۰۱۸: حزب ۰٫۷ درصد از آرای عمومی و یک عضو از ۲۷۲ عضو منتخب را به دست آورد.
انتخابات سراسری که در ۸ فوریه ۲۰۲۴: حزب نتوانست هیچ کرسی انتخابی را در مجلس ملی کسب کند.

### مجلس شورای ملی
| انتخابات | نتایج    | یادداشت                    |
| -------- | -------- | -------------------------- |
| ۲۰۰۲     | ۱ از ۲۷۲ | ۰٫۳ درصد آرا در سراسر کشور |
| ۲۰۱۸     | ۱ از ۲۷۲ | ۰٫۷ درصد آرا در سراسر کشور |